# Роспор (комуна)
Роспор (люксемб. Rouspert, фр. Rosport, нім. Rosport) — комуна Люксембургу. Входить до складу кантону Ехтернах в окрузі Гревенмахер.

## Географія
Площа території комуни становить 29,49 км² (20-е місце за цим показником серед 116 комун Люксембургу).
Висота найвищої точки комуни над рівнем моря складає 381 метрів (80-е місце за цим показником серед комун країни), найнижчої — 143 метрів (9-е місце).

## Демографія
Станом на 2011 рік на території комуни мешкало 2 073 ос.
Динаміка чисельності населення:

## Адміністративний поділ
До складу комуни входять такі поселення:
| Поселення    | Населення за даними переписів: | Населення за даними переписів: | Населення за даними переписів: |
| Поселення    | на 31.03.1981                  | на 01.03.1991                  | на 15.02.2001                  |
| ------------ | ------------------------------ | ------------------------------ | ------------------------------ |
| Діквайлер    | 86                             | 105                            | 107                            |
| Гірст        | 64                             | 54                             | 109                            |
| Гірстерклаус | 25                             | 13                             | 12                             |
| Хінкель      | 67                             | 62                             | 79                             |
| Освайлер     | 334                            | 319                            | 369                            |
| Роспорт      | 519                            | 537                            | 656                            |
| Штайнхайм    | 248                            | 338                            | 532                            |